# 查普曼鎮區 (內布拉斯加州桑德斯縣)
查普曼鎮區（英語：Chapman Township）是位於美國內布拉斯加州桑德斯縣的一個行政鎮區。

## 地方資料
查普曼鎮區的面積為93.84平方千米，皆為陸地。根據2020年美國人口普查的數據，當地共有人口506人，而人口密度為每平方千米5.39人。